# Rubintyrann
Rubintyrann (Pyrocephalus rubinus) är en fågel i familjen tyranner inom ordningen tättingar med omstridd artstatus.

## Utbredning och systematik
Rubintyrannen har en vid utbredning från sydvästra USA till Argentina. Den delas in i tio underarter med följande utbredning:
- P. r. flammeus – sydvästra USA och nordvästra Mexiko
- P. r. mexicanus – sydcentrala USA samt centrala och södra Mexiko
- P. r. blatteus – sydöstra Mexiko till Honduras
- P. r. pinicola – Nicaragua
- P. r. saturatus – nordöstra Colombia, Venezuela, Guyana och norra Brasilien
- P. r. piurae – västra Colombia, västra Ecuador och nordvästra Peru
- P. r. ardens – nordcentrala Peru
- P. r. obscurus – Lima i västra Peru
- P. r. cocacachrae – sydvästra Peru och norra Chile
- P. r. rubinus – sydöstra Bolivia, Paraguay och sydöstra Brasilien till Argentina och Uruguay.

Häxtyrannen (P. nanus) på Galápagosöarna kategoriserades tidigare som en del av rubintyrannen. Alla underarter utom nominatformen har också urskilts som en egen art, "cinnobertyrann" (P. obscurus), men inkluderas i rubintyrannen av AviList sedan 2025 i väntan på fler studier.

## Levnadssätt
Rubintyrann föredrar ganska öppna områden och påträffas i träd och buskar i savann, busklandskap, jordbruksmark, skogar längs vattendrag och även ökenlandskap, men vanligtvis nära vatten. Den förekommer upp till en höjd av 3000 meter. En undersökning i Arizona fann att den föredrar att häcka i popplar eller träd av släktet ’’Prosopis’’, men inte i poppeln ’’Populus fremontii’’. Helst häckar den i videarten ’’Salix gooddingii’’. Om den häckar i markskiktet är det oftast i den invasiva arten hundtandsgräs.
Utbredningsområdet inkluderar hela Mexiko och sträcker sig norrut till sydvästra USA och söderut till fläckar av Centralamerika och delar av nordvästra och centrala Sydamerika. Tidigare har utbredningsområdet sträckt sig så långt norrut som till Kanada. De nordamerikanska populationerna är vanligtvis stannfåglar, bara de i kantområdet flyttar. Men de sydamerikanska populationerna, särskilt de som lever längre söderut, kan flytta långa sträckor till den nordligaste delen av Amazonområdet i Brasilien. Detta återspeglar en tendens att övervintra i områden där temperaturen inte understiger -1 grad Celsius. Flyttningen kan ske över sträckor upp till 400 mil. De nordamerikanska populationer som flyttar gör det vanligtvis i slutet av augusti och de flyttar tillbaka från februari till april.
Rubintyranner lever normalt var och en för sig, men de kan forma små flockar med upp till fem medlemmar under vintern. Den spenderar det mesta av sin tid sittande i träd. Endast mycket sällan landar den på marken, och då är det för att fånga en insekt. Normalt hoppar den inte, utan föredrar att flyga för att komma dit den ska, och den glidflyger ganska sällan.

### Häckning

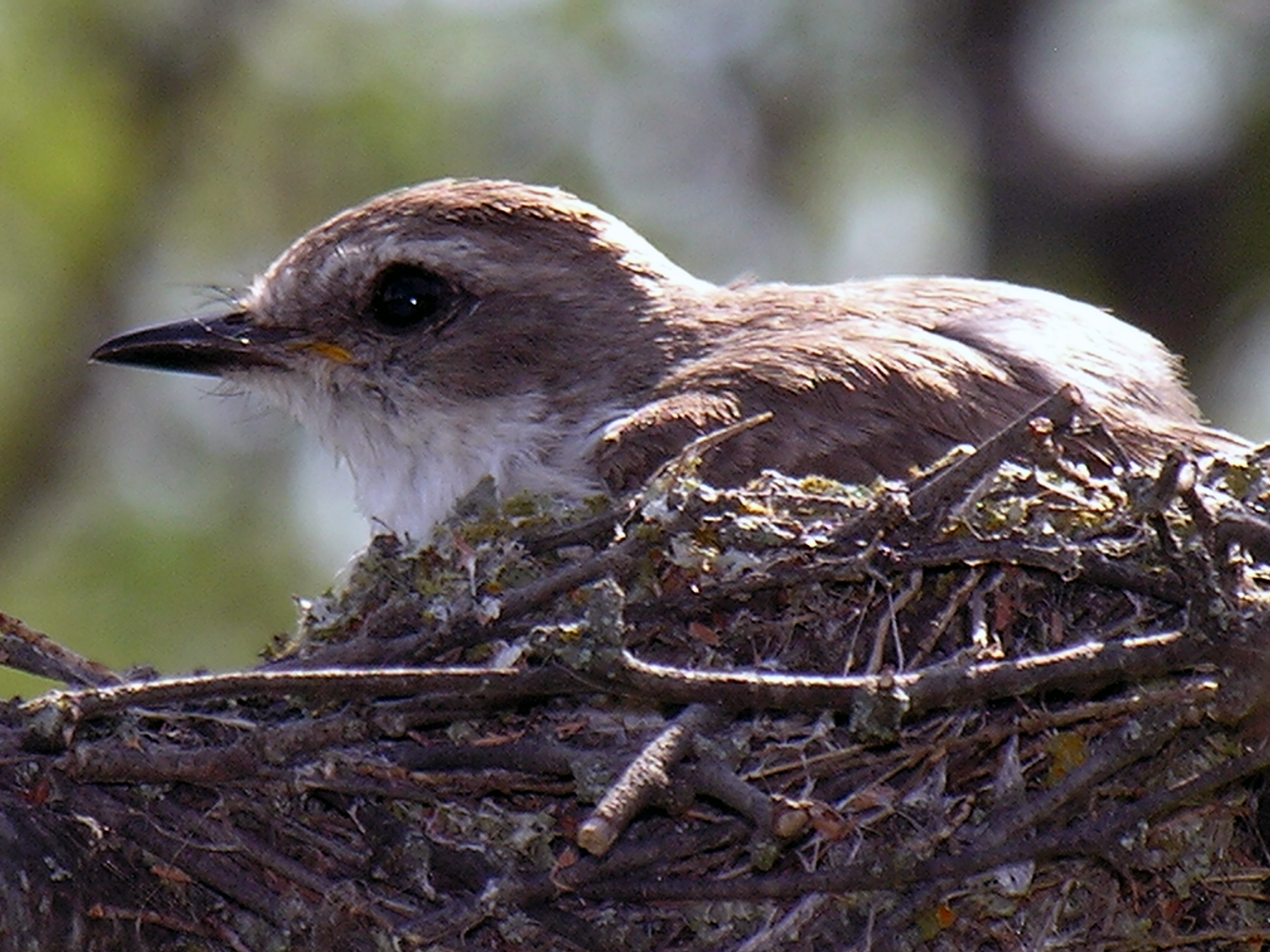
Hona i boet

Rubintyrannen är monogam, men parning mellan individer som inte tillhör samma par förekommer. Båda könen kan få ungar med en kontrahent som inte är dess partner. En undersökning år 2002 fann att 11% av avkomman stammade från en annan pappa en hanen i paret som häckade tillsammans. De ägnar sig också åt häckningsparasitism, vilket innebär att honan lägger ägg i ett bo som tillhör ett annat häckningspar. Mellan 9,5% och 19% av avkomman var ett resultat av häckningsparasitism. Honan kan ofta vara borta från boet en ganska lång tid. Under hennes frånvaro kan en annan hona passa på att lägga ett ägg i hennes bo. Det här kan helt enkelt vara en form av parasitism, där paret vars bo blir utnyttjat inte får någon fördel. Men för promiskuösa fåglar kan det ge någon form av evolutionsgenetisk fördel. För en hane som parar sig med många honor och honorna lägger många av sina ägg i andras bon kan detta öka oddsen för att denna promiskuösa hanes avkomma läggs i hans bo. Detta gör att hanen kan lämna över den energikrävande processen att lägga ägg och att honan kan lämna över arbetet att föda upp hennes ungar. Denna hypotes stöds av observerade exempel på att hanar låter honor använda deras bon i utbyte mot parning. Rubintyrannen är ofta offer för häckningsparasitism från brunhuvad kostare. Under häckningssäsongen etablerar hanarna revir och försvarar dem aggressivt. I försvarskampen reser den upp sin huvudtofs och sprider ut stjärfjädrarna. Den vippar också stjärten fram och tillbaka och gör ett ljud genom att slå ihop näbben. Hanar jagar också ut andra hanar ur reviret genom att flyga efter dem. När det finns ungar i boet jagar den också ut fåglar av anda arter ur reviret.

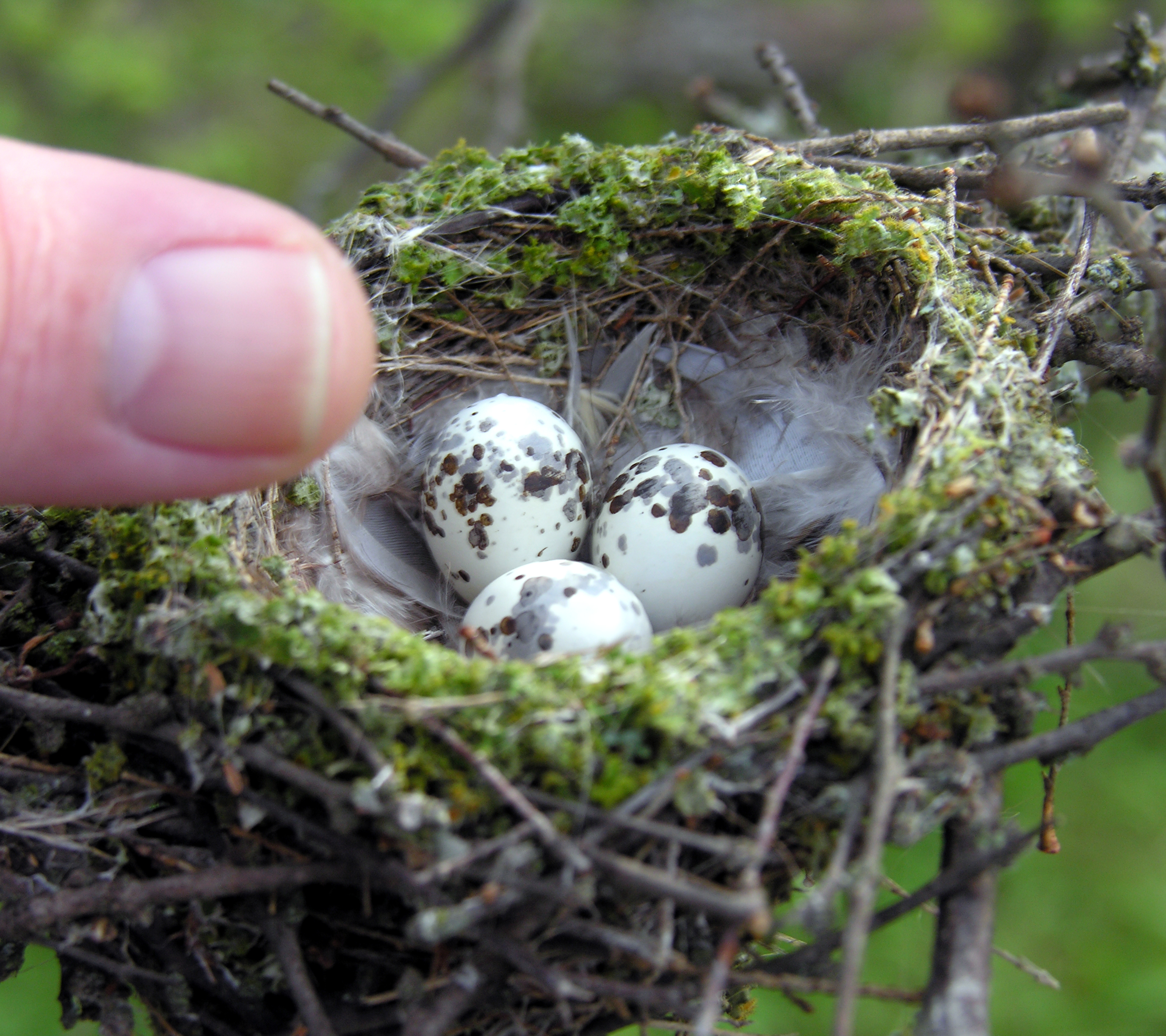
Bo med tumme för storleksjämförelse

Under uppvaktningen fluffar hanen upp huvudtofsen och bröstfjädrarna, sprider ut stjärtfjädrarna som en solfjäder, flyger ryckigt och sjunger för honan. Hanen väljer sedan en plats för boet och honan påbörjar bobygget. Rubintyrannens bo är en grund skål gjord av små kvistar och mjuka material och insidan täcks av fjädrar. Boets överkant täcks ofta med bitar av lav. Spindelväv kan användas för att hålla ihop boet. Honan använder en gungande rörelse för att ge boet dess form när det byggs. Även efter att boet är färdigbyggt kan honan lägga till ytterligare isolerande material, till exempel växtdelar, hår, päls och människotillverkade material som trådar. Genomsnittlig storlek för boet är 64-76 mm i diameter och 25-51 mm höjd. Skålens djup är mindre än 25 mm. Boet placeras på en höjd av upp till 2 meter över marken, på en horisontell förgrening av en gren. Ungefär 12% av bona återanvänds och material från bon som inte återanvänds kan användas i bygget av nya bon.
Äggläggningen börjar i mars och pågår till och med juni. Äggen läggs ett per dag tidigt på morgonen. Äggen är ovala och ungefär 17 mm X 13 mm. De väger i genomsnitt 1,6 gram, vilket är ungefär 11% av honans vikt. De är matt-vita och har stora bruna fläckar i en krans runt den breda änden. Men färgläggningen varierar. Fläckarna kan vara mer tydligt markerade och grundfärgen kan vara mer gräddig eller till och med tanfärgad eller brun. Kullarna innehåller vanligtvis 2 eller 3 ungar.
Äggen ruvas endast av honan och under 13 till 15 dagar. Hanen matar honan medan hon ruvar, men honan ber aldrig om mat. Matningen följs ibland av parning. Honan är mycket uppmärksam när hon är i boet. När ungarna kläcks fram ur ägget är de oförmögna att försvara sig. Båda föräldrarna matar ungarna, men hanen kan ta hand om ungar som nyligen lämnat boet, medan honan bygger ett ytterligare bo. Ungar i boet öppnar sina ögon fyra dagar efter äggkläckningen. De unga är redo att lämna boet 15 dagar efter kläckningen. Normalt lämnar alla ungarna boet samtidigt, men det händer att en unge lämnar boet en dag före de andra. Om boet störs lämnar ungarna boet om de är mer än 11 dagar gamla. Ett häckande par föder normalt upp två kullar under ett år, men tre kullar är också möjligt.

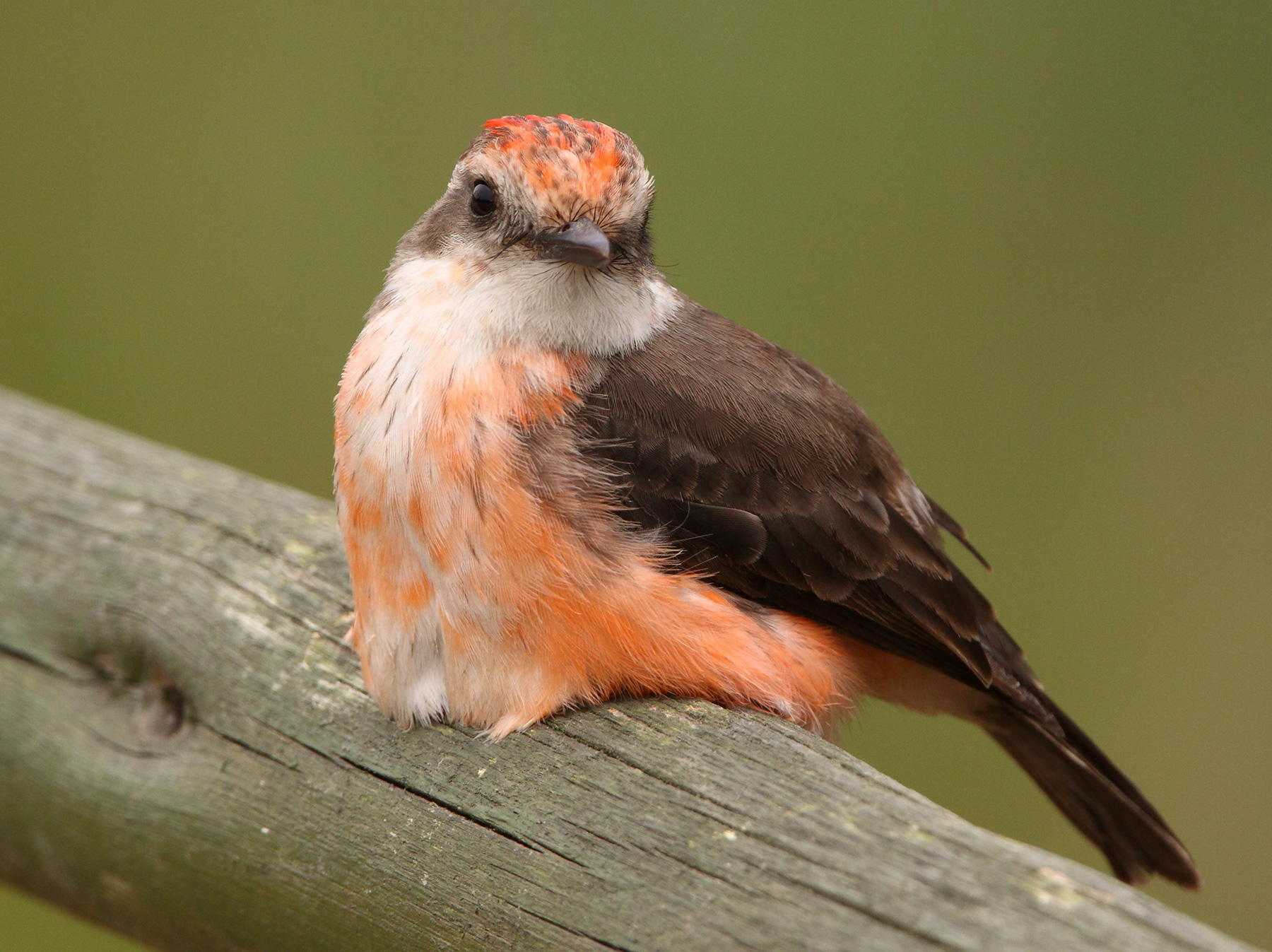
Juvenil hane P. r. obscurus i Lima i Peru

### Födosökning
Den här tyrannen livnär sig mestadels på insekter, till exempel flugor, gräshoppor och skalbaggar. Vanligtvis fångas insekterna i luften, efter kort snabb flygtur från en sittplats. Den äter ganska många olika saker som den kan träffa på, och har till exempel setts äta små fiskar. Men den har inte rapporterats äta växtdelar. Den äter också bin. Insektsdelar som inte kan smältas kräks upp som pellets. När den väntar på att insekter ska dyka upp sitter den på en tunn gren och pumpar upp och ned med stjärten. Av den vakna tiden tillbringar den ungefär 90% sittande på en gren och endast 4% - 11% i direkt jakt efter en insekt. När den väl har fått korn på ett byte hoppar den upp från sin sittplats och jagar efter bytet. Om den missar insekten i första försöket så klarar fågeln en ganska skicklig flygning för att fånga insekten. När insekten väl är infångad kan den slås mot en gren innan den sväljs hel. I enstaka fall kan insekter plockas på marken. Byten som fångas i luften befinner sig oftast mindre än 3 meter över marken och sällan över vatten.

### Överlevnad
Man känner inte till vilka rovdjur som tar rubintyrann. Bland de fåtaliga rapporter som finns om detta finns en där den togs av en skrika i släktet Aphelocoma och en där en kull levande ungar i ett bo åts upp av eldmyror. Den äldsta registrerade individen blev fem och ett halvt år gammal. Utöver detta finns inga data om hur gamla de blir eller vad som brukar orsaka deras död. Frekvensen framgångsrik häckning per år i en undersökning i Texas varierade mellan 59% och 80%. Hälften av misslyckandena inträffade med ägg i boet och hälften med utkläckta ungar i boet. Andra orsaker till misslyckande var att boet övergavs och att ägget var infertilt. En liknande undersökning i Ecuador visade mellan 20% och 59% lyckad häckning. Men endast 39% av äggen resulterade i ungar som kunde lämna boet på normalt sätt.

## Status
På grund av dess omfattande utbredningsområde och den enorma populationen – uppskattad till mellan fem miljoner och femtio miljoner – listas rubintyrannen som en livskraftig art av IUCN, trots att populationen minskar. Mellan 1966 och 2007 minskade populationen med i genomsnitt 1,7% per år. Populationen i Texas minskade snabbare, med 2,6% per år. En gång i tiden var den vanligt förekommande i södra Kalifornien. Men där har den blivit allt ovanligare. Samtidigt har den expanderat till nya områden, som Florida och Oklahoma. Populationen i Arizona ökar 2,2% per år. Rubintyrannen har anpassat sig till människoskapade miljöer genom att häcka i parker och på golfbanor.  Men det kan vara så att den ökande produktiviteten i sådana områden mer än vägs upp av den ökande närvaron av brunhuvad kostare där. Dess parasiterande ungar gör att det blir mindre mat över för rubintyrannens egna ungar. Det kan också vara vanligare att rovdjur tar ungarna i boet i de områdena. Miljöförstöring är också ett betydande problem för rubintyrannen, särskilt i strandområden. Ett bra exempel på det senare är stränderna längs Coloradofloden, där förändringar av skötseln, tillsammans med nedhuggning av poppel- och videbestånd har utplånat nästan alla deras platser för häckning och födosökning.